# Distrikty na Kypru

500x500bod

Území Kyperské republiky je rozděleno do šesti kyperských distriktů (Επαρχίες της Κυπριακής Δημοκρατίας), pojmenovaných podle jejich hlavních měst.

## Distrikty
Kyperské distrikty jsou:
- Famagusta (Αμμόχωστος; Gazimağusa)
- Kyrenia (Κερύvεια; Girne)
- Larnaka (Λάρνακα; Larnaka)
- Lemesos (Λεμεσός; Limasol nebo Leymosun)
- Nikósie (Λευκωσία; Lefkoşa)
- Pafos (Πάφος; Baf or Gazibaf)

## Další informace
Po turecké invazi v roce 1974 a okupaci severní velké části území Kyperské republiky tureckými vojsky vznikl Severní Kypr. Severním Kyprem byl obsazen celý distrikt Kyrenia, většina distriktu Famagusta, velká část distriktu Nikósie a malá část distriktu Larnaka. Území některých obcí se nyní nachází v okupované části původního státu a vykonávání původní samosprávy obcí je nemožné. Nicméně, i přesto si okupované oblasti zachovávají své právní postavení ve svobodných územích republiky, kde mají své prozatímní sídla.